# Lea Goldberg

"Songs of My Beloved Country" - Draft, handwriting of Leah Goldberg

Lea Goldberg (en hebreo: לאה גולדברג, Königsberg, 29 de mayo de 1911-Jerusalén, 15 de enero de 1970) fue una prolífica escritora en hebreo que cultivó diversos géneros y es una de las clásicas de la literatura israelí. Hablaba siete idiomas y tradujo al hebreo numerosas obras, sobre todo del ruso y del italiano.

## Biografía
Nació en el seno de una familia de judíos lituanos en Königsberg (el actual exclave ruso de Kaliningrado, por aquel entonces bajo soberanía alemana), Estudió en las universidades de Kaunas (Lituania), de Berlín y de Bonn, y se especializó en filosofía y lenguas semíticas, disciplina en la que se doctoró en 1933 en la Universidad de Bonn con un trabajo sobre el dialecto samaritano. Terminados sus estudios, regresó a Lituania, donde impartió clases de literatura en el "Gymnasium" (instituto) hebraico de Raseiniai.
Emigró en 1935 al Mandato británico de Palestina, donde fue miembro del grupo Yahdav de los poetas Abraham Shlonsky y Nathan Alterman. Ese mismo año, publicó su primer poemario titulado Anillos de humo.
Al año siguiente, su madre se fue a Palestina y las dos se instalaron en Tel Aviv, en el número 15 de la calle Arnon. Goldberg trabajó como consejera literaria para Habima, el teatro nacional y como editora para las publicaciones Sifriat HaPoalim ("Biblioteca de los trabajadores"). En 1940 publicó su segundo poemario, El espliego de mirada verde.
En 1954 empezó a impartir cursos de literatura en la Universidad Hebrea de Jerusalén y desde 1963 dirigió el departamento de literatura comparada.
Murió de cáncer con 59 años.

## Estilo literario
Lea tenía un estilo modernista que parecía superficialmente fácil y que ella misma definía como «lúcido y transparente / son mis imágenes». Aunque a veces eligiera escribir poemas que no rimaban, sobre todo en su último periodo, respetaban siempre la rima, una rima que llegaba a ser muy compleja como en la serie de poemas de amor «Los sonetos de Teresa de Meun», un documento imaginario sobre el deseo de amor de una joven francesa casada por un joven preceptor.
Su poesía trata de la soledad y la ruptura de relaciones, con tonos trágicos que algunos atribuyen a su propia soledad. Su obra está profundamente influenciada por la literatura clásica occidental. Además, muchos de sus poemas revelan una gran nostalgia por los paisajes de su país natal.

Mi patria, una tierra bella e indigente,
La Reina no tiene techo, el Rey no tiene corona,
Y hay siete días de primavera al año,
El resto es lluvia y frío.

Muchos cantantes han usado sus poemas para canciones: Java Alberstein, Yehudit Ravitz, Nurit Galron, Ajinoam Nini, Arik Einstein o Yossi Banai.

## Premios
- "Premio Ruppin" (1949)
- "Premio Israel de literatura" (1970) (recogido por su madre, Tsila, quien murió en 1983)